# ميكس (مانغا)
ميكس (باليابانية: ミックス، بالروماجي: Mikkusu) (بالإنجليزية: Mix)‏ هي سلسلة مانغا يابانية من تأليف ورسم ميتسورو أداتشي، وهي تكملة لمانغا لمسة. نشرت المانغا من قبل شوغاكوكان في مجلة شونن سندي الأسبوعية، منذ 12 مايو عام 2012.  أنتجت المانغا إلى مسلسل أنمي تلفزيوني من قبل استوديو أو إل إم، عرض الأنمي في 6 أبريل عام 2019 واستمر عرضه حتى 28 سبتمبر عام 2019، وتكون من 24 حلقة. 

## القصة
تدور أحداث القصة بعد مرور ثلاثين عامًا على جلب تاتسويا أويسوغي وكازويا أويسوغي لمدرسة ميسي الثانوية بطولتها الوحيدة في بيسبول. توما تاتشيبانا وسويتشيرو تاتشيبانا، هما أخوان موهوبان للغاية في مدرسة ميسي الثانوية، يريدان إعادة ثانوية ميسي إلى بطولة البيسبول.

## الشخصيات
توما تاتشيبانا (باليابانية: 立花 投馬، بالروماجي: Tachibana Tōma)
مؤدي الصوت: يوكي كاجي
سويتشيرو تاتشيبانا (باليابانية: 立花 走一郎، بالروماجي: Tachibana Sōichirō)
مؤدي الصوت: يوما أوتشيدا
أوتومي تاتشيبانا (باليابانية: 立花 音美، بالروماجي: Tachibana Otomi)
مؤدية الصوت: مآيا أوتشيدا
إيسوكي تاتشيبانا (باليابانية: 立花 英介، بالروماجي: Tachibana Eisuke)
مؤدي الصوت: واتارو تاكاغي
مايومي تاتشيبانا (باليابانية: 立花 真弓، بالروماجي: Tachibana Mayumi)
مؤدية الصوت: كيكوكو إينوي
بانش (باليابانية: パンチ، بالروماجي: Panchi)
مؤدي الصوت: نوبواكي كانيميتسو
نوريكو هيداكا (أيام الطفولة)
هاروكا أوهياما (باليابانية: 大山 春夏، بالروماجي: Ōyama Haruka)
مؤدية الصوت: كانا هانازاوا
غورو أوهياما (باليابانية: 大山 吾郎، بالروماجي: Ōyama Gorō)
مؤدي الصوت: تايتن كوسونوكي
شيرو نانغو (باليابانية: 南郷 四郎، بالروماجي: Nangō Shirō)
مؤدي الصوت: سوغو موغامي
ريو أكاي (باليابانية: 赤井 遼، بالروماجي: Akai Ryō)
مؤدي الصوت: كوتارو نيشياما
أريسا ميتا (باليابانية: 三田 亜里沙، بالروماجي: Mita Arisa)
مؤدية الصوت: ماريا إيسي
إيتشيبانا ناتسونو (باليابانية: 夏野 一番، بالروماجي: Natsuno Ichiban)
مؤدي الصوت: دايكي كوباياشي
كوساكو كوما (باليابانية: 駒 耕作، بالروماجي: Koma Kōsaku)
مؤدي الصوت: جون كونو [الإنجليزية]

## وصلات خارجية
- موقع الأنمي الرسمي باللغة اليابانية
- موقع المانغا الرسمي باللغة اليابانية
- ميكس (مانغا) على موقع ANN manga (الإنجليزية)